# مزوتراپی
مزوتراپی (به انگلیسی: Mesotherapy) عبارت است از وارد کردن گروهی از مواد فعال بیولوژیک با سوزن‌هایی بسیار ریز به داخل پوست. این مواد می‌توانند شامل انواع ویتامین، دارو (مانند ماینوکسیدیل) یا فاکتورهای رشد (مانند فاکتورهای رشد انسولینی) باشند. مزوتراپی نوعی روش درمانی تزریقی است که در تمام دنیا، کاربرد زیادی در درمان‌های زیبایی دارد. در واقع مزوتراپی استفاده از دوزهای کم دارو با تزریق‌های مکرر، در ناحیه مورد نظر از پوست است. مزوتراپی یک روش بدون درد و بدون نیاز به بی‌حسی است و با زندگی روزمره بیماران تداخلی ندارد. در این روش از سرسوزن‌هایی با قطر داخلی بسیار کم استفاده می‌شود. تولید این سرسوزن‌ها به دلیل دشواری‌های فراوان آن در نقاط بسیار محدودی از دنیا امکان‌پذیر است. در ایران یک شرکت موفق به تولید این سرسوزن‌ها تا گیج ۳۲ شده است.
روش مزوتراپی بدون درد است و برای رویش مجدد مو تقویت مو و کاهش اثر دی هیدروتستسترون  مورد استفاده قرار می‌گیرد. 

### سن مناسب مزوتراپی
به گفته برترین پزشکان جهان بهترین سن برای شروع مزوتزاپی در زیباسازی و جوانسازی پوست، افرادی با سنین کمتر از سی و پنج سال است. پزشکان در اروپا این کار را معمولا در سنین بین بیست سالگی تا سی سالگی شروع می کنند . البته این در حالی است که مزوتراپی می تواند برای همه سنین مفید باشد.

## مزایای مزوتراپی صورت
مزوتراپی صورت برای لک با تزریق کلاژن به خوبی می تواند اثرات پیری را کنترل کند و سرعت ترمیم پوست را بهبود بخشد. به همین خاطر با گذراندن دوره های تزریقی این روش شاهد جوانتر شدن ظاهر صورت خواهید بود.
- مزوتراپی صورت می‌تواند فورا پوست کدر و خسته را بهبود بخشد و باعث افزایش گردش خون شود.
- به دفع سموم پیری در بدن کمک می کند.
- کوکتل های سرشار از ویتامین آن سلول های پوست را به تولید کلاژن بیشتر تحریک می کند و به راحتی در برابر علائم پیری پیروز می شود.
- این راهکار می‌تواند در کنار دیگر روش های زیباسازی مانند تزریق ژل یا بوتاکس به رفع سریع تر مشکلات پوستی و حذف چین و چروک ها کمک و اثربخشی را دو چندان کند.
- معمولی ترین کوکتل های مزو دارای ۵۰ ماده مغذی هستند که به آبرسانی عمیق پوست کمک می‌کند و باعث کاهش رنگدانه ها می شود. همچنین روی بهبود خاصیت ارتجاعی پوست اثرگذار است.
- مشکلات پوستی مانند تورم و قرمزی کبودی را از بین می برد.

## مزوتراپی مو
استفاده از مزوتراپی در تریکولوژی می‌تواند برای ایجاد رطوبت و تغذیه پوست سر و حتی تنظیم فعالیت غدد سبورئیک پوست سر مفید باشد. ریزش مو یک چالش بی‌پایان برای بسیاری از مردان و حتی برخی از زنان است. یکی از راه‌های کمک به رشد و جلوگیری از ریزش مو انجام مزوتراپی مو است. داروهایی همراه با هورمون‌های محرک رشد مو در فولیکول‌ها برای استفاده در مزوتراپی فرموله شده‌اند و موجب می‌گردند تا میزان رشد مو و همچنین حجم مو پس از استفاده این ترکیبات در یک بازه زمانی مشخص افزایش پیدا کند. از مزوتراپی می‌توان به‌عنوان عملی پیشگیرانه برای ریزش مو و روشی برای رشد مجدد مو استفاده شود. به‌تازگی جراحان پیوند مو از مزوتراپی برای ارسال مواد مغذی به فولیکول‌های مو به‌منظور کمک به تشکیل و پایدارسازی فولیکول مو استفاده کرده‌اند که نتایج به‌دست‌آمده بسیار مطلوب بوده است.

### اثرات
دارای اثر روشن کننده فوری و تدریجی در پوست آسیایی تبارها، سفیدپوستان و سایر قومیت های نژادی
خنثی سازی رادیکال های آزاد
کاهش محتوای ملانین پوست قبل و پس از قرارگیری در معرض UV
بازیابی حالت صافی پوست و درخشندگی رنگ چهره
کاهش رنگ پریدگی پوست

### عوارض جانبی
از حالت تهوع،
درد،
حساسیت،
تورم،
خارش،
قرمزی،
برآمدگی در نواحی تزریق،
نقاط تیره روی پوست(مانند کک و مک)،
دانه های قرمز(راش)،
عفونت و 
جای زخم(اسکار) به عنوان برخی از شایع‌ترین عوارض جانبی مزوتراپی یاد می‌شود.

## فرق مزوتراپی و مزونیدلینگ چیست؟
مزوتراپی و مزونیدلینگ دو روش درمانی پوستی هستند که برای بهبود ظاهر پوست استفاده می شوند. هر دو روش از تزریق مواد مغذی و داروها به لایه میانی پوست (درم) استفاده می کنند، اما روش های انجام آن متفاوت است.
مزوتراپی یک روش درمانی غیرجراحی است که در آن مواد مغذی و داروها به لایه میانی پوست تزریق می شوند. این مواد می توانند شامل ویتامین ها، مواد معدنی، اسید هیالورونیک، کوکتل های مزوتراپی و سایر ترکیبات باشند. مزوتراپی برای درمان طیف وسیعی از مشکلات پوستی استفاده می شود، از جمله:
- چین و چروک
- خطوط ریز
- لک های پوستی
- افتادگی پوست
- اسکار آکنه
- ریزش مو

مزونیدلینگ یک روش درمانی ترکیبی است که از مزایای مزوتراپی و میکرونیدلینگ استفاده می کند. در این روش، از یک دستگاه میکرونیدلینگ برای ایجاد سوراخ های کوچک در پوست استفاده می شود. سپس، مواد مغذی و داروها از طریق این سوراخ ها به لایه میانی پوست تزریق می شوند. مزونیدلینگ برای درمان طیف وسیعی از مشکلات پوستی استفاده می شود، از جمله:
- چین و چروک
- خطوط ریز
- لک های پوستی
- افتادگی پوست
- اسکار آکنه
- ریزش مو

تفاوت های اصلی بین مزوتراپی و مزونیدلینگ عبارتند از:
- روش تزریق: در مزوتراپی، مواد مغذی و داروها به صورت مستقیم به لایه میانی پوست تزریق می شوند. در مزونیدلینگ، از یک دستگاه میکرونیدلینگ برای ایجاد سوراخ های کوچک در پوست استفاده می شود. سپس، مواد مغذی و داروها از طریق این سوراخ ها به لایه میانی پوست تزریق می شوند.
- میزان تحریک: مزونیدلینگ باعث ایجاد تحریک بیشتری در پوست می شود. این امر به این دلیل است که سوراخ های کوچک ایجاد شده در پوست، امکان جذب بیشتر مواد مغذی و داروها را فراهم می کند.
- مدت زمان بهبودی: مزوتراپی معمولاً دوره بهبودی کوتاه تری نسبت به مزونیدلینگ دارد.

مزوتراپی و مزونیدلینگ هر دو روش های موثری برای بهبود ظاهر پوست هستند. انتخاب روش مناسب به عوامل مختلفی، از جمله نوع مشکل پوستی و میزان تحمل درد بیمار بستگی دارد.